# 社会主义国际妇女
社会主义国际妇女（英語：Socialist International Women）是隶属于社会党国际的社会民主主义政党的妇女翼的国际联合组织，为社会党国际的“兄弟组织”。该组织成立于1907年8月17日，总部位于英国伦敦，使用3种工作语言：英语、西班牙语和法语。该组织是进步联盟的参加者。